# Stillfried & Andersen
La firma Stillfried & Andersen, también conocida como la Asociación Fotográfica Japonesa, fue un estudio fotográfico fundado por el Barón Raimund von Stillfried y Hermann Andersen establecido en Yokohama, Japón entre 1876 y 1885. El estudio destacaba por sus excelentes retratos y paisajes pintados a mano y se presentaban en álbumes preciosos. La firma también producía copias fotográficas de los negativos de Felice Beato. 
Después de al menos dos visistas realizadas a Japón en la primera mitad de 1860, el fotógrafo austríaco y noble barón Raimund von Stillfried asentó su residencia en Yokohama en 1868, donde aprendió fotografía de Felice Beato. En agosto de 1871 estableció su propio estudio fotográfico llamado Stillfried & Co.. En 1875 Hermann Andersen fue contratado como empleado de la misma, pero ya por 1876, Andersen se había asociado con Stillfried de modo que la firma ahora pasaba a llamarse Stillfried & Andersen. Otro de los nombres por el cual se conocía la firma era la “Asociación Fotográfica Japonesa” bajo cuyo nombre quedaba registrada en 1875. Hasta 1885 la firma operaba bajo ambos nombres indistintamente.
En 1877 Stillfried & Andersen compraron el estudio y las existencias de Felice Beato y poco después publicaron Vistas y Costumbres de Japón, donde se incluían fotografías hechas por Beato y Stillfired, así como la reimpresión de algunas de las obras de Beato.
La asociación entre Stillfried y Andersen se disolvió legalmente en 1878, aunque Andersen continuó dirigiendo el estudio bajo el mismo nombre de Stillfried & Andersen. En los años siguientes se llevaron a cabo innumerables batallas legales e intrigas entre los dos, incluyendo también el hermano de Stillfried, Franz von Stillfried. Alrededor de 1885 Kusakabe Kimbei consiguió una cantidad considerable de negativos originales de Stillfried y los incluyó en algunos de sus álbmumes a finales de 1880 y en la década de 1890. Finalmente la firma Stillfried & Andersen fue comprador por Adolfo Farsari en 1885, que por aquella época ni Stillfried ni Andersen vivían ya en Japón. Farsari consiguió los negativos de la firma, que desaparecieron en un incendio junto con los suyos propios en 1886. 